# Isabel Morgan
Isabel Merrick Morgan, también Isabel Merrick Morgan Mountain, (New Bedford (Massachusetts), 20 de agosto de 1911-18 de agosto de 1996) fue una viróloga y bacterióloga estadounidense de la Universidad Johns Hopkins que creó una vacuna experimental que protegía a los monos contra la poliomielitis que precedió el descubrimiento de la vacuna contra la poliomielitis para humanos.

## Trayectoria

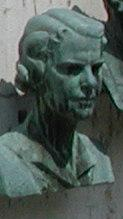
Busto de Morgan en Warm Springs

Morgan nació en New Bedford, Massachusets, el 20 de agosto de 1911. Era la hija de los genetistas Lilian Vaughan Sampson y Thomas Hunt Morgan, ganador del Premio Nobel de Fisiología y Medicina en 1933.
Morgan se graduó de la Universidad Stanford y escribió su tesis doctoral en bacteriología en la Universidad de Pensilvania. Se unió a la Universidad Rockefeller en Nueva York en 1938, donde trabajó como investigadora en el laboratorio del patólogo y microbiólogo Peter Olitsky que la describía como una persona de gran creatividad que buscaba nuevos caminos en la investigación apoyándose en evidencias científicas sólidas.
Morgan investigó sobre inmunidad a enfermedades víricas, como la poliomielitis y la encefalomielitis aunque no realizara ensayos clínicos con humanos hasta no tener la certeza absoluta de su inocuidad. Por el hecho de ser mujer, su sueldo era más bajo que el de sus compañeros de investigación siendo siempre ellos los que recibían las becas y premios.

### Investigación sobre la polio
La poliomielitis es una enfermedad infecciosa causada por un virus invasor del sistema nervioso con consecuencias deformantes, invalidantes e, incluso, mortales. Hasta la aparición del sida, fue una de las enfermedades más extendidas del siglo XX, causando epidemias en todo el mundo.
En 1944, Morgan formó un grupo de investigación con los virólogos de la Universidad Johns Hopkins, David Bodian y Howard A. Howe y descubrió que la vía digestiva era la principal ruta de infección y de entrada del virus de la polio y no la respiratoria como se creía hasta el momento. Con su equipo también descubrió que había tres tipos diferentes del virus y que durante la infección existía una fase de viremia, presencia del virus en sangre.
Allí comenzó a realizar experimentos con el virus de la polio muerto en el tejido nervioso e inactivado con formaldehído e inmunizó con éxito a un grupo de chimpancés. Tras vacunarles con el virus inactivado, los monos pudieron resistir las inyecciones posteriores con altas concentraciones de poliovirus vivo. Publicó su trabajo en 1948, lo que se convirtió en la primera evidencia experimental de la existencia de una vacuna contra la polio. En 1935, Maurice Brodie había demostrado la misma inducción de inmunidad con el virus inactivado.

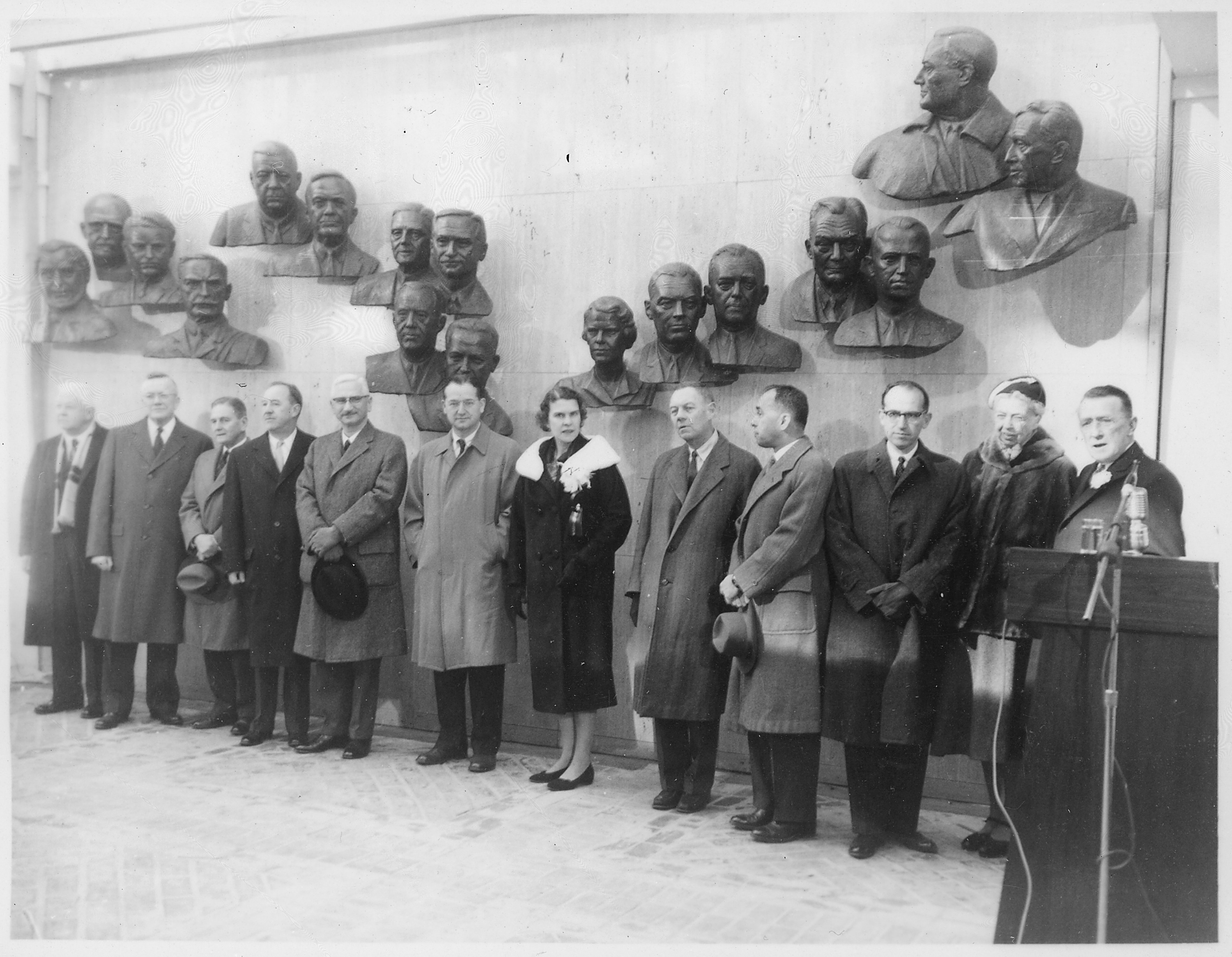
Los líderes de la lucha contra la poliomielitis fueron homenajeados durante la inauguración del Salón de la Fama de la Polio el 2 de enero de 1958. De izquierda a derecha: Thomas M. Rivers, Charles Armstrong, John R. Paul, Thomas Francis Jr., Albert Sabin, Joseph L. Melnick, Isabel Morgan, Howard A. Howe, David Bodian, Jonas Salk, Eleanor Roosevelt y Basil O'Connor.

Hasta que Morgan realizó su trabajo, se pensaba que solo los virus vivos podían transmitir inmunidad a la poliomielitis. Así que el trabajo de Morgan fue clave para conseguir una vacuna contra la poliomielitis de virus muertos, aprobándose en 1955 la vacuna del investigador estadounidense Jonas Salk para uso general. En 1962 se aprobó la vacuna contra la polio del virólogo polaco Albert Sabin con virus vivos atenuados.
En 1950, Morgan dejó la Universidad Johns Hopkins y abandonó la investigación sobre la polio tras casarse en 1949 con el excoronel de la Fuerza Aérea Joseph Mountain. Nadie continuó con sus investigaciones sobre la polio, aunque Morgan siguió publicando artículos sobre la enfermedad.
Morgan se mudó junto a su marido al condado de Westchester, donde comenzó a trabajar en el Departamento de Investigación de Laboratorio del condado, mucho más modesto que el centro de investigación del que ella provenía. Incluso su antiguo profesor, Peter Olitsky, recomendaba al director de este laboratorio, de un nivel inferior al de Morgan, apoyarse en el trabajo de esta. Además, Morgan comenzó a ocuparse del hijo de su marido, que sufría una discapacidad severa.
En 1960, su hijastro Jimmy Mountain murió en un accidente aéreo, tras lo cual Morgan renunció a su trabajo en el Departamento del Condado. Un año más tarde, cursó un máster en bioestadística de la Universidad de Columbia y fue asesora científica en el Memorial Sloan Kettering Cancer Center en Manhattan.
Morgan se retiró en 1980 y falleció en 1996, dos días antes de cumplir 85 años.

## Reconocimientos
En enero de 1958, su busto fue esculpido en el conjunto escultórico The Polio Hall of Fame, junto al resto de su equipo de investigación de la poliomielitis, siendo Morgan la única mujer, en el Salón de la Fama de la Polio en el Roosevelt Warm Spring Institute for Rehabilitation de Warm Springs, Georgia.

## Publicaciones
- David Oshinsky: Polio: una historia estadounidense. Oxford University Press, 2005 ISBN 0-19-515294-8.
- Allen, Garland E. (1978). Thomas Hunt Morgan: The Man and His Science. Princeton University Press. ISBN 0-691-08200-6. Allen, Garland E. (1978). Thomas Hunt Morgan: The Man and His Science. Princeton University Press. ISBN 0-691-08200-6. Allen, Garland E. (1978). Thomas Hunt Morgan: The Man and His Science. Princeton University Press. ISBN 0-691-08200-6.